# Uba Charles
Uba Charles, né le 10 octobre 2002 à Owerri au Nigeria, est un footballeur nigérian, qui évolue au poste d'arrière droit au Mjällby AIF.

## Biographie

### En club
Né à Owerri au Nigeria, Uba Charles joue pour l'Idol Football Academy avant de rejoindre l'Europe et la Suède. Il fait ses débuts avec le club de FC Linköping City (en) en troisième division suédoise, le 24 avril 2021 face au Lindome GIF (en). Il entre en jeu lors de ce match perdu par son équipe (3-2 score final).
Le 9 août 2022, le Lillestrøm SK annonce le transfert d'Uba Charles qui rejoint le club officiellement à partir du 1 janvier 2023.
Charles joue son premier match d'Eliteserien, la première division norvégienne, le 15 avril 2023, face au Viking FK. Il entre en jeu à la place de Ylldren Ibrahimaj (en) et son équipe est battue par deux buts à zéro.
Le 15 mars 2025, Uba Charles rejoint le Mjällby AIF sous la forme d'un prêt d'une saison, soit jusqu'à la fin de l'année.